# Runpath
株式会社Runpath（ランパス、英: Runpath Inc.）は、東京都千代田区（秋葉原）に拠点を置くインターネット附随事業関連会社。

## 沿革
2015年渋谷区代々木に設立。2019年千代田区秋葉原に事務所を移転。

## 開発作品
| 発売年 | 発売日  | タイトル       | プラットフォーム | 備考          |
| ------ | ------- | -------------- | ---------------- | ------------- |
| 2020年 | 9月18日 | ある勇者の旅路 | iOS / Android    |               |
| 2021年 | 5月13日 | ようせいの島   | iOS / Android    | ※サービス終了 |